# Valdelarco
Valdelarco er en by og kommune i det sydvestlige Spanien i provinsen Huelva. Den har et indbyggertal på 237 (2024) indbyggere.